# Електронна сигарета

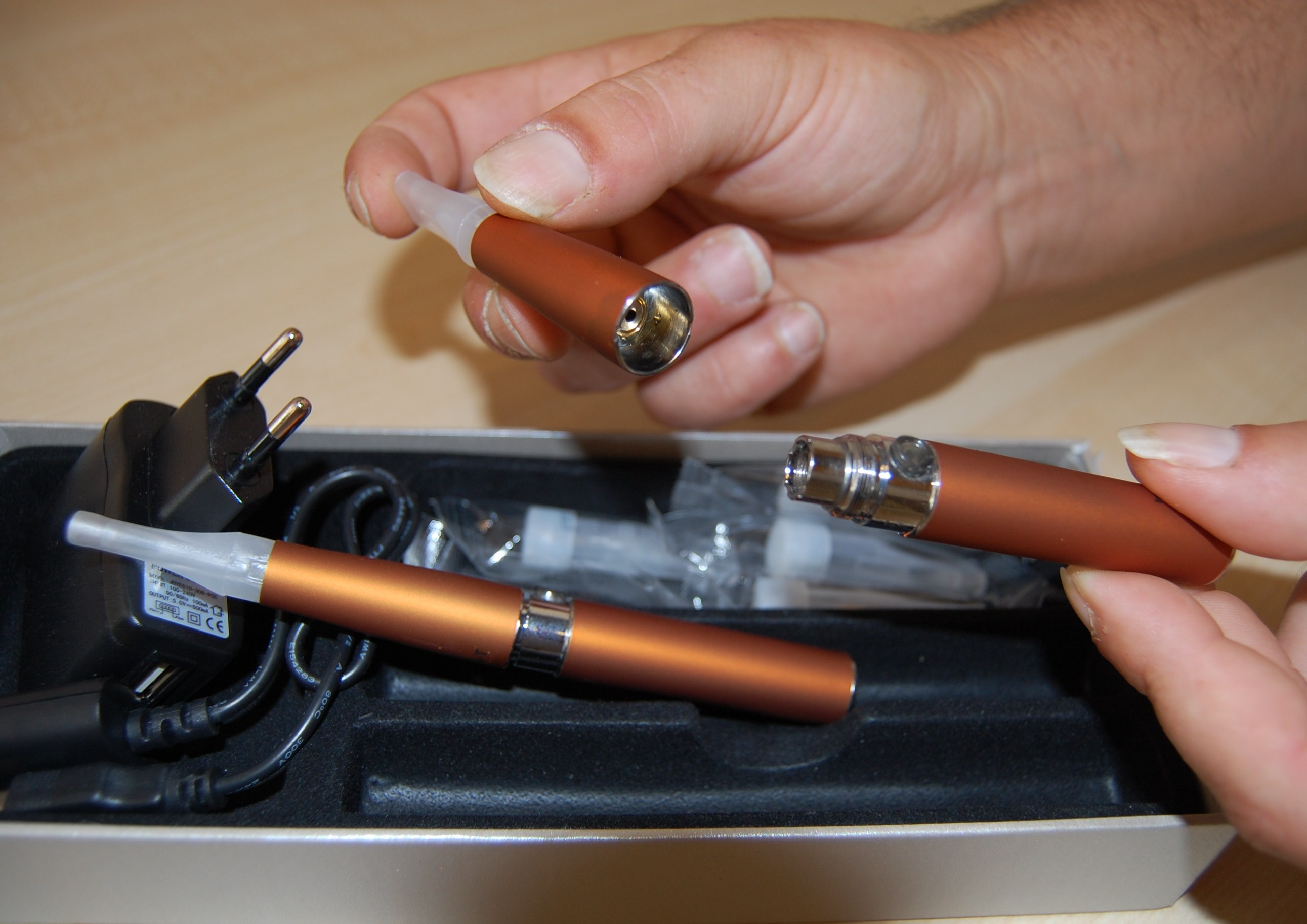
На фото електрична сигарета типу «EGO-T» з вставними білим резервуаром рідини (в цій моделі резервуар є і мундштуком) в зібраному вигляді, а також в розібраному — різьбові частини готові до використання; та зарядний пристрій. У моделі передбачено ручне управління (у вигляді кнопки) для активації мікропроцесора.

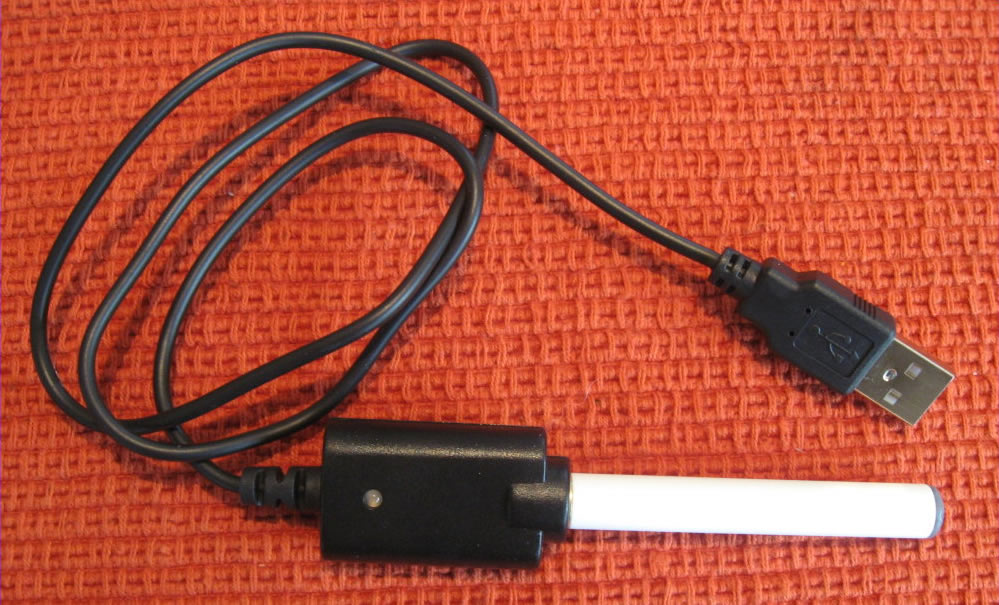
Акумулятор електричної міні-сигарети під'єднаний до зарядного пристрою з USB

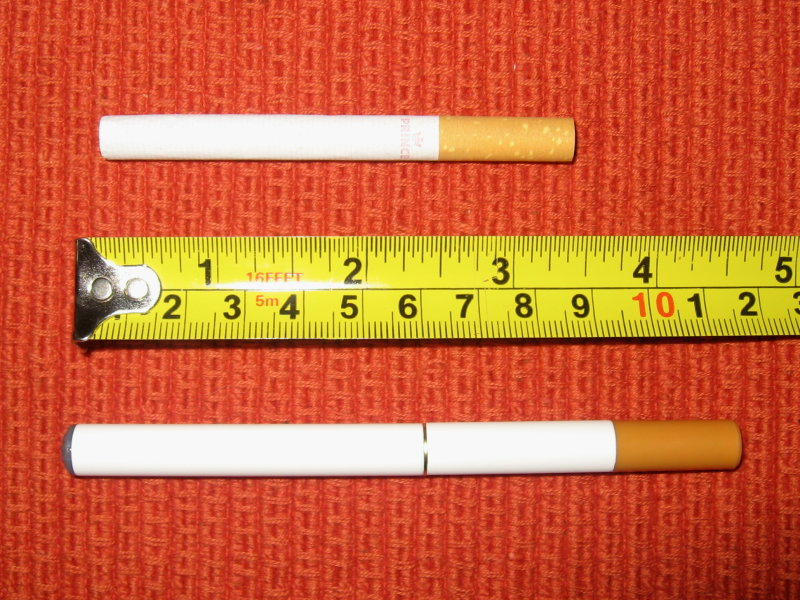
Порівняння розмірів звичайної сигарети (зверху) і електричної міні-сигарети.

Електро́нна «сигарета» (також вейп, е-сигарета)  — портативний електромеханічний або електронний продукт, котрий складається із послідовно з'єднаного картриджа з рідиною, випарника і акумулятора та використовується як персональний інгалятор для випаровування рідкого розчину в аерозольний туман, що імітує акт куріння тютюнової сигарети. Пара має такий же зовнішній вигляд, як тютюновий дим, не має запаху горілого тютюну і дрейфує в повітрі, як справжній дим. Електронні продукти для випаровування імітують форму і функцію звичайних сигарет, а також виготовляються у вигляді електронних люльок, однак вони можуть приймати більш оригінальні форми.
Електронна «сигарета» не є повноцінним замінником звичайних сигарет і є альтернативою тютюновій продукції, в тому числі сигаретам, сигарам, люльковому тютюну. Проте, цьому електронному продукту притаманні декілька ключових атрибутів, які є важливими для курців тютюну. Властивість володіти цими атрибутами може бути використана з метою відмови від тютюну. Цими важливими атрибутами в реальному моделюванні процесу куріння є:
- утримування у руках або роті предмету для куріння;
- генерація пари, яка схожа на тютюновий дим;
- тротхит або «спазм горла» — відчуття роздратування нервових закінчень у верхніх дихальних шляхах, заради отримання якого багато курців і курять. Ефект тротхиту досягається при використанні у складі розчину для куріння пропіленгліколю. При цьому, на відміну від звичайних сигарет, електронні аналоги можуть як містити мінімальну дозу нікотину, так і зовсім його не містити.

Крім цього, при затягуванні електронною сигаретою (залежно від моделі), на її кінчику може спалахувати «вогник» — загоряється світлодіод, який імітує горіння сигарети.
Електронні сигарети часто називають терміном «вейп» (походить від слова «пар» — water vapour (Brit) / water vapor (USA) замість «куріння»), а користувачі себе більше не називають «курцями», а — «вейперами».

## Історія
Примітивні концепції електронних сигарет можна віднести до ідей Герберта А. Гілберта, який в 1963 році запатентував пристрій, описаний як «бездимний тютюн без сигарет», який замінює горіння тютюну і паперу на підігрів вологого ароматизованого повітря. У пристрої використовувався рідкий нікотин для виробництва пари, з метою імітації відчуття куріння. 1967 року ідею Гілберта підхопили декілька компаній, зацікавлених у виробництві, але задум так і не став комерційним і після 1967 року не існує жодних записів про цей пристрій.
За загальним визнанням, винахідником першого покоління електронних «сигарет» є китайський фармацевт Хон Лік (Hon Lik). У 2000 році він виступив з ідеєю використання п'єзоелектричних ультразвукових випромінюючих елементів у випаровуванні під тиском струменя рідини, що містить нікотин розведений в розчині пропіленгліколю. Така конструкція дає змогу створювати «дим» у вигляді пари, яку можна вдихнути, що і забезпечить собою транспортний спосіб для доставки нікотину в кров через легені. Фармацевтом також було запропоновано для розбавлення нікотину використовувати пропіленгліколь, з наступним розміщенням розчину для куріння в одноразові пластикові картриджі, які слугують резервуаром для рідини і мундштуком одночасно. Ці винаходи лежать в основі сучасних електронних «сигарет».
Апарат був вперше представлений на китайському внутрішньому ринку в травні 2004 року. Компанія, Golden Dragon Holdings, в якій працював Хон Лік, згодом змінила свою назву на Руян (кит.: 如烟), і почала експортувати свою продукцію в 2005—2006 роках, а у 2007 році отримала міжнародний патент. Заявку Хон Лік подав у 2006 році.
У 2007 році, Reuters відвідував у Пекіні компанію «SBT RUYAN Technology & Development Co., Ltd», яка привернула увагу ЗМІ до цієї технології.
Світовий ринок тютюну оцінюється $ 700 млрд на рік, у той час як ринок електронних «сигарет» і нікотин-замінних продуктів оцінюється в $ 3 млрд в продажах.
В серпні 2018 року у Верховній Раді України зареєстровано законопроєкт про запровадження акцизного податку на рідини, що використовуються в електронних сигаретах. Законопроєкт вніс народний депутат з фракції «Блок Петра Порошенка» Андрій Немировський.

### Перше покоління і друге покоління
Перше покоління електронних сигарет має зовнішній вигляд, що імітує звичайні сигарети. Форма типу сигарети, сигари, труби. Існують різні типи, які майже всі є конструктивно однаковими: батарея, розпилювач, картридж, який містить ароматичні компоненти під назвою «картомайзер». Як правило, використовуються літій-іонні акумулятори, які можуть поповнювати заряд. Вироби механічного (кнопка перемикача ручного типу) або автоматичного ввімкнення — використовується автоматичний датчик потоку повітря, який реагує, коли відбувається всмоктування повітря з мундштука. Також, у час всмоктування, на кінці сигарети може спалахувати червоний світлодіод, який випромінює світло, і, здається, що використання виробу пов'язано з вогнем.

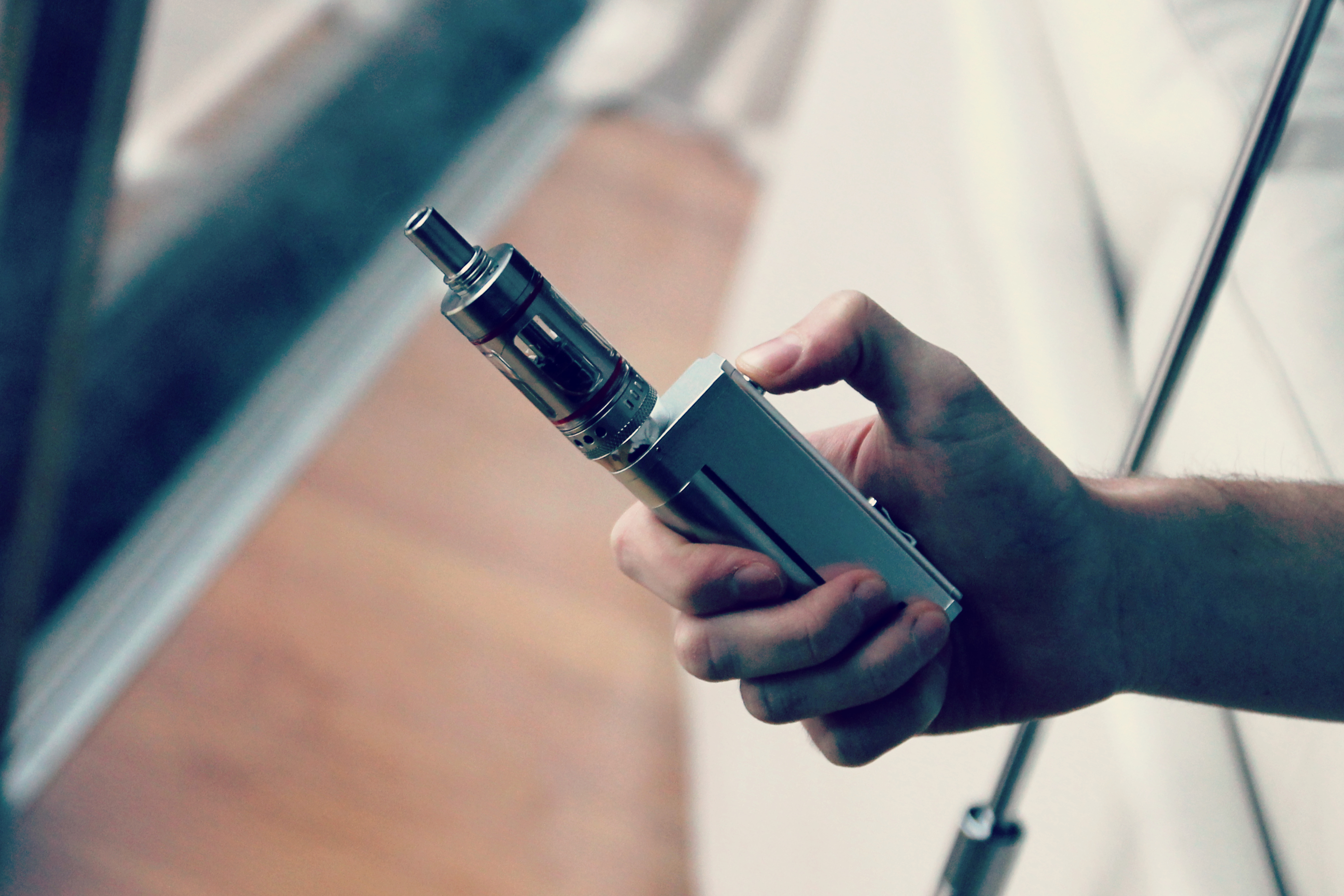
Електронна сигарета третього покоління з великим акумулятором. Багато продуктів мають змінну напругу.

У другому поколінні батарея отримує високу ємність, а розпилювачі (небулайзер) можуть дозаправлюватись рідиною, з'являється змога зменшити експлуатаційні витрати. Серед них є продукти, які можуть змінювати «опір» та «випарники», і «перебудовуватись» користувачем.

### Третє покоління
Електронні сигарети третього покоління широко поширюються в 2014 році і обладнані розпилювачем, який може поповнюватись рідиною, акумулятором з літієвою батареєю великої ємності, а також схему, яка може змінювати напругу та потужність. Пристрій отримує назву «мод» («Моди» від слова «модифікація», в значенні «поліпшення»).

## Користь і шкода
Станом на 2012 рік про небезпеку або про користь електронних сигарет немає єдиної думки у світі і переваги та ризики використання електронних сигарет є предметом невизначеності серед організацій охорони здоров'я та дослідників. При використанні електронної сигарети відсутні продукти речовин що спалюються. Це відрізняє електронні сигарети від звичайних сигарет, оскільки внаслідок згоряння останніх — утворюється близько 4000 продуктів, які вдихає курець. На відміну від курців звичайних сигарет, споживачі електронних сигарет не вдихають окис вуглецю, формальдегід, акролеїн, ціанід, миш'як, канцерогенні поліциклічні ароматичні вуглеводні, сажу і смолу. У міжнародному патенті на винахід електронної сигарети вказано, що таке куріння без смоли значно знижує канцерогенний ризик. Також відомо, що одним із способів зниження шкоди від тютюнопаління є ґрунтовно знешкодити тютюновий дим — видалити з нього канцерогенні, мутагенні і токсичні компоненти, зберігши при цьому збуджуючу дію і аромат. В основному пагубну дію на людський організм має не нікотин, а продукти згорання тютюну — тютюновий дим. Смола (частина конденсату, з якої віднято вологу і нікотин) є етіологічним фактором злоякісних пухлин: раку легень, порожнини роту, гортані, глотки, стравоходу, сечового міхура, підшлункової залози, а також причиною серцево-судинних захворювань, захворювань ясен і багатьох інших, бо містить поліциклічний ароматичний вуглеводень бензпірен і дуже часто радіоактивний елемент полоній.

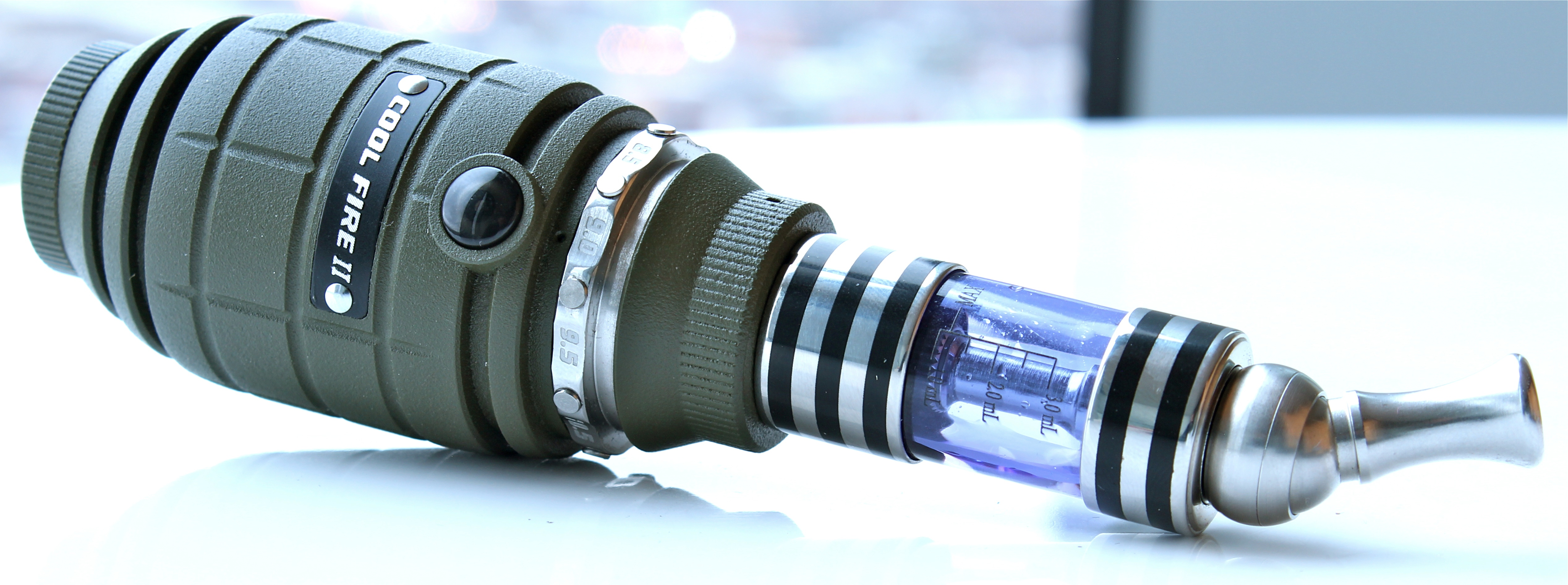
Електронні сигарети можуть приймати більш оригінальні форми

На відміну від Німеччини, Швейцарії та США, в Україні верхні дозволені межі вмісту токсичних сільськогосподарських хімікатів у тютюнових сигаретах не контролюються. Вміст бензопірену в Україні нормується лише в соняшниковій олії.
Метод лікування наркоманії за допомогою електронних «сигарет», ймовірно, є ефективним.
Див. також: Нікотиновий інгалятор

### Електронні сигарети в дослідженнях і статтях
У вересні 2008 Всесвітня організація охорони здоров'я спростувала твердження щодо відповідності електронних сигарет вимогам, що ставляться як до засобу нікотинозамінної терапії й заявила, що вони не підтверджені даними наукових досліджень. У наш час, досконале вивчення електронних сигарет уповноваженими органами триває. Такі дослідження тривають не менше 5—7 років.
Нещодавно грецькі дослідження показали, що електронні сигарети не становлять загрози для серця. Доктор Константінос Фарсалінос з Онассіс-кардіохірургічного центру в Афінах повідомив на щорічній зустрічі Європейського товариства кардіологів, що
|  | Електронні сигарети не є здоровою звичкою, але вони є більш безпечною альтернативою сигарет... Враховуючи крайню небезпеку, пов'язану з курінням, в даний час наявні дані дозволяють припустити, що електронні сигарети набагато менш шкідливі і представляючи альтернативу тютюну, електронні сигарети можуть бути корисні для здоров'я. |

Фарсалінос і його команда досліджували функції серця в 20 молодих курців до і після викурювання однієї сигарети з тютюном в порівнянні з результатами 22 користувачів електронних сигарет до і після використання пристрою протягом семи хвилин. У той час як курці тютюну понесли значну дисфункцію серця, в тому числі підвищення кров'яного тиску і частоти серцевих скорочень, у тих, хто використовує електронні сигарети, було лише незначне підвищення кров'яного тиску. Грецьке клінічне дослідження було першим в світі яке досліджувало ефекти електронних сигарет на серце. Ще одне невелике дослідження в Греції, повідомило раніше, що пристрої створюють мало впливу на функцію легенів.
У 2014 році Міжнародний журнал досліджень навколишнього середовища і суспільної охорони здоров'я опублікував результати дослідження більш ніж 19 000 користувачів електронної сигарети. Результати всеосяжного міжнародного опитування звелися до результату, що 81 відсотки респондентів позбулися від куріння, замінивши його на вейпинг, а 19 відсотків користувачів електронної сигарети, які продовжують палити, зменшили паління з середньої кількості викурених сигарет 24 шт до 4 тютюнових сигарет у день.
Вкінці 2014 року флагманський медичний журнал «BMC Medicine» опублікував статтю «Електронні сигарети мають величезний потенціал для громадського здоров'я», в якій вказується, що використання електронних сигарет було перебільшено як небезпечне, попри зменшення споживання токсичних речовин. Одні з основних причин суперечок навколо електронних сигарет журнал пояснює і тим, що електронні сигарети — це руйнівна технологія, яка загрожує продажам тютюнових виробів, а також продажам препаратів, що припиняють куріння, і тому можна сподіватися на комерційну мотивацію противників електронних сигарет.
У серпні 2015 р., виконавчий орган в Департаменті охорони здоров'я і соціального забезпечення в Сполученому Королівстві (Public Health England) випустив новітню доповідь «Е-сигарети: оновлення даних» в якій стверджує, що електронні сигарети на 95 % менш шкідливі, ніж горючі сигарети.
У квітні 2016 р. Британський Королівський коледж лікарів випустив всеосяжний звіт «Нікотин без диму: зменшення шкоди для тютюну». Згідно з повідомленням, використання електронних сигарет є більш популярним і ефективним, ніж нікотин-замінні продукти при припиненні куріння:
|  | Небезпека для здоров'я, спричинена довгостроковими вдиханнями парів з електронних сигарет, доступних сьогодні, навряд чи перевищить 5% від шкоди куріння тютюну. Е-сигарети виглядають ефективними, коли вони використовуються курцями як допомога кинути палити. Наявні факти на сьогоднішній день вказують на те, що електронна сигарета використовується практично винятково як безпечніші альтернативи палінню тютюну підтвердженими курцями, які намагаються зменшити шкоду собі або іншим від паління або повністю кинути палити. |

Філіп Морріс Інтернешнл — велика компанія з виробництва тютюнових виробів заявивши про намір зосередити свою діяльність на розробці та просуванні альтернативних продуктів з потенціалом зниження ризику для суспільної охорони здоров'я, — щоб у майбутньому вони повністю витіснили звичайні сигарети, запускає сигарети наступного покоління — альтернативний продукт без використання вогню та диму — запатентовану систему нагрівання тютюну IQOS. Коли в електронній сигареті для отримання тютюнової пари використовують нікотинвмісну рідину, то в системі IQOS використовуються нагрівання листя тютюну. Інший великий виробник тютюнових виробів Japan Tobacco International має намір використовувати технологію «Plume Tech» — в продукті нагрівається не листя, а вода, яка проходить через капсули, що містять листя.
|                                               | "Я передбачаю майбутнє, яке повністю замінює сигарети". |
| — Пай Райлі, президент «Філіп Морріс Японія». |                                                         |

### Переваги
- Кількість нікотину, що міститься в рідині для парування, може бути обрана користувачем самостійно, або не використовуватись взагалі.

- Імітація куріння для поступового відвикання від нікотину шляхом поступового зменшування кількості нікотину, вдихуваного курцем.

- Використання як альтернативи традиційним сигаретам у випадках: коли є намір скоротити куріння традиційних сигарет (без наміру кинути повністю паління), скоротити фінансові витрати при постійному здорожчанні тютюнових виробів. Вартість електронного куріння (за винятком придбання обладнання) незрівнянно нижче, ніж покупка звичайних сигарет.

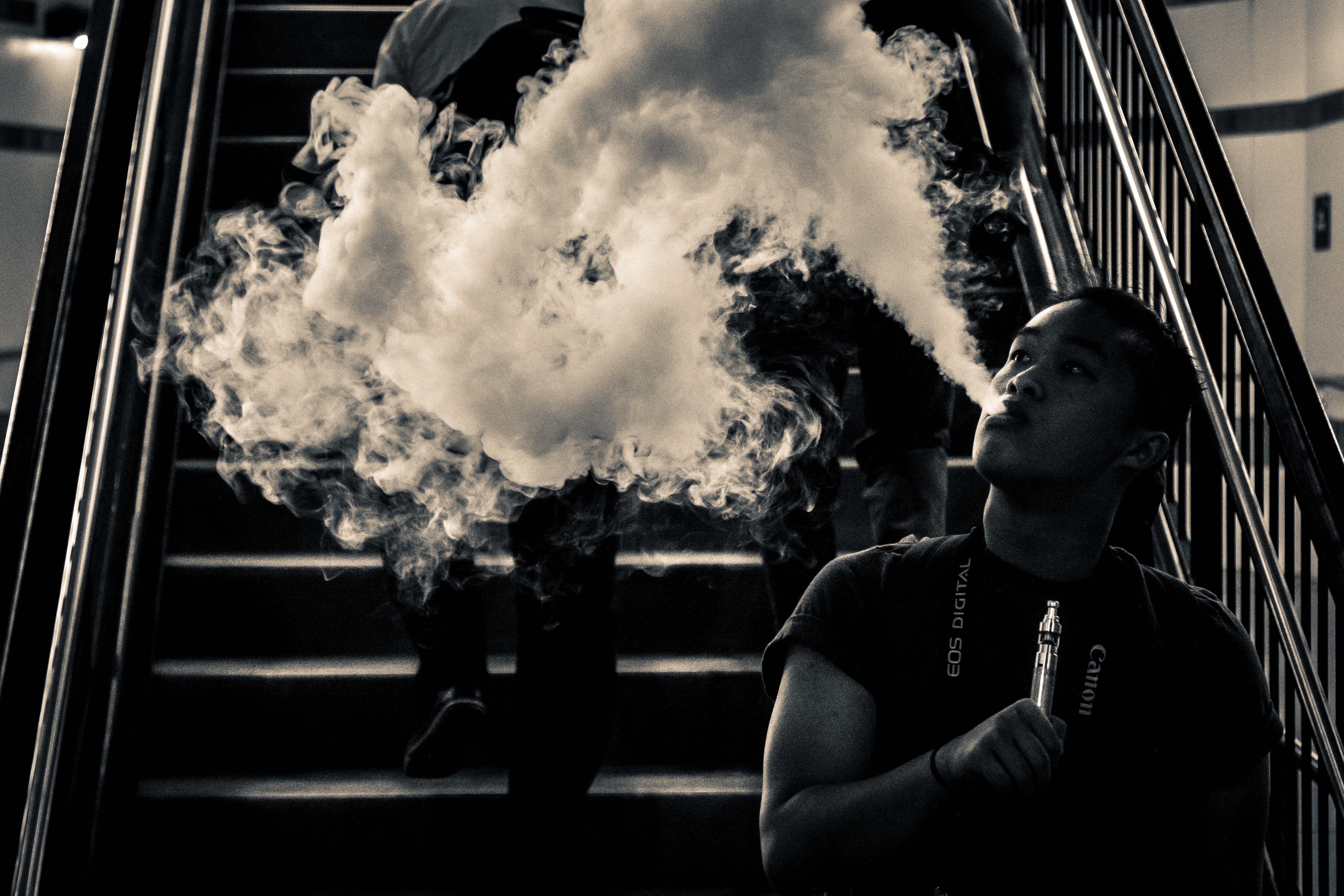
Вейпер за допомогою електронної сигарети дме хмарку аерозольного туману і вона дрейфує у повітрі

- Можливість використання нетютюнових смаків і ароматів.
- Відсутність забруднення легень сажею і смолами.

- Може ефективно полегшити флегматичний, викликаний тютюнокурінням, кашель.

- Відсутнє вдихання чадного газу, бо процес «електронного куріння» насправді є інгаляцією пари, а не горінням тютюну
- Персональний контроль за складом «викурюваних» речовин в складі продукту.
- Не жовтіють пальці від смол.
- Відсутній запах з роту, який притаманний курцям тютюну.
- Не потрібні попільничики і запальнички.
- Відсутність можливості попадання розжареної вуглинки або попелу на одяг. Відсутність використання вогню.
- Не створюється велика кількість сміття у вигляді недопалків і пачок від сигарет, що може бути причиною занепокоєння від спостерігання кількості спожитого продукту.
- Позбавлення оточуючих ефекту пасивного куріння.

### Недоліки
- Електронна сигарета на порядок важча звичайної.
- При мінусових температурах пара якщо і генерується, то в маленьких кількостях.
- Електронні «сигарети» не позбавляють від нікотинової залежності при використанні нікотину у складі розчину для випаровування. У будь-якому випадку, для лікування тютюнової залежності рекомендується звернутися до фахівця.
- Електронні «сигарети», як і будь-який інгалятор, можуть доставляти в організм людини різні речовини, які представляють загрозу для здоров'я. Це залежить від хімічної чистоти та типу використаних у розчині для випаровування складників.
- Вміст нікотину може не збігатися з маркуванням вмісту на тарі.

## Правові ситуації в країнах світу
У громадських місцях палити електронні сигарети не забороняється. Оскільки рівень обізнаності широкої громадськості щодо електронних сигарет може залишатися низьким, то використання електронних «сигарет» в громадських місцях може призводити до нерозуміння оточуючих. Тому при використанні на робочих місцях та в громадських місцях, необхідно отримати розуміння оточуючих людей. Публічне використання електронних сигарет (навіть якщо вони не містять нікотину), в деяких авіа- і залізничних компаніях світу на сидінях або інших місцях для некурців в деяких випадках може бути заборонено.
Електронні сигарети дістали значну популярність у США, Великій Британії, Польщі, Росії та інших країнах Світу.
- В Японії продаж електронних «сигарет» заборонений. Японці повинні зробити особистий імпорт із зарубіжних магазинів, якщо мають бажання отримати електронні сигарети, що містять нікотин.[35] За межами Хоккайдо у прямих залізничних поїздах не забороняється використання електронних сигарет (якщо вони не містять нікотину) на сидінях або інших місцях для некурців.[36]

- У Швейцарії продаж електронних сигарет без нікотину є законним. Використання та імпорт електронних сигарет, що містять нікотин є законним, хоча вони не можуть бути продані в Швейцарії.[37]

- У Фінляндії продаж і купівля з метою перепродажу картриджів, які містять нікотин є заборонено. Імпорт з метою особистого користування є законним.

- Нідерланди — заборонена лише реклама.[38]

- У Сполученому Королівстві, використання, продаж і реклама електронних сигарет є законним. Електронні сигарети також можуть бути використані в пабах, кафе і т. д., де куріння тютюну є незаконним.

- У Німеччині, продаж електронних сигарет і нікотиновмісних рідин не заборонено.

- У Польщі, продаж і використання електронних сигарет є законними.

- В Чехії використання, продаж і реклама електронних сигарет є законним.

- В Португалії продаж і використання електронних сигарет є законним.

- У Канаді станом на березень 2009 року, імпорт, продаж і реклама електронних сигарет, що містять нікотин заборонено, в той час як без нікотинові електронні сигарети є законними і можуть бути продані і рекламуватися.

- У Гонконгу продаж або зберігання не дозволено.

- У Сінгапурі продаж та імпорт електронних сигарет, навіть для особистого споживання, є незаконним.

- У Непалі відповідно до законодавства щодо сигарет, використання та продаж електронних сигарет не допускається.

- В Об'єднаних Арабських Еміратах продаж та імпорт електронних сигарет, навіть для особистого споживання, є незаконним. Товари будуть конфісковані по прибуттю.

## Конструкція та принцип дії
Електронна сигарета, як правило, складається з трьох частин: літій-іонна батарея-акумулятор, випарник і резервуар для рідини.
У корпусі пристрою знаходяться:
- бак-резервуар (картридж, танк): це контейнер, який містить рідину для випарування. Він виготовлений з пластику, скла або металу і поставляється у вигляді заправленого картриджа для одноразового використання або як резервуар для заповнення зверху або знизу. Має впускні отвори для повітря і випускний — для пари. Випускний отвір може бути оснащений замінним наконечник-мундштуком. Баки можуть мати різну місткість: від 0,5 до 7 мл.
- Випарник — розпилювач, який містить резистор, що випаровує рідину (атомайзер). Нагрівальний елемент може бути виконаний у вигляді металевої резистивної спіралі, сітки, пластини з фехралю (кантал), ніхрому, нержавіючої сталі, титану, нікелю. Опір різний — від 1,25 Ом до 5 Ом. Розпилювач мікроскопічні краплі рідини вводить в потік повітря при нагріванні її до температури 150—180 °C. Це створює аерозольний туман, який вдихається користувачем. Додавання гліцерину в склад рідини посилює ефект.
- акумуляторна батарея: забезпечує живлення електронної сигарети. Може бути реалізована у вигляді декількох акумуляторів. Акумулятор подає потрібну потужність на небулайзер, який підігріває рідину у картриджі, що виробляє пар.
- управляюча електроніка. Може бути виконана частково для захисту (запобігання вибуху), щоб надати змогу коригувати Ом і т. д.. Електронні сигарети бувають як з платою керування, так і без неї. Управляюча електроніка може бути реалізована на базі мікропроцесора з перемикачем в одному із трьох виконань: в залежності від моделі, це вакуумний датчик для виявлення потоку повітря, акустичне перемикання або ручне у вигляді кнопки. Управляюча електроніка покликана активізовувати розпилювач, а у деяких моделях електронних сигарет мікропроцесор також активує на кінці пристрою світловий вогник, який імітує світіння сигарет.

Рідина може зберігатись і потрапляти в випарник електричної сигарети різними способами. Найстарішим рішенням є картридж з гнотом, де змочена рідиною органічна бавовняна вата стикається з розігрітою ниткою випарника. Гніт має функцію утримування рідини і капілярної подачі її до нагрівального елементу, де вона нагрівається і випаровується. Це залишається кращим рішенням в одноразових електронних сигаретах. Багаторазовий бак з рідиною, в якій один або кілька гнотів смокчуть рідину в випарник (атомайзер) є обслуговуваними картриджами і надають можливість самостійної заміни нагрівального елементу і гніту, і можливістю їх повторної заправки.
Багато виробників випускають різні аксесуари, такі як USB зарядний пристрій, автомобільний зарядний пристрій, чохол для транспортування. Однотипність електронних сигарет не підрозуміває уніфікації виробів різних торгових марок.

### Розпилювачі. Картомайзери
«Димові шашки» (для міні-сигарет) являють собою змінний картридж заповнений спеціальною рідиною, що містить пропіленгліколь (від 50 % до 99,6 %), рослинний гліцерин, нікотин (від 0 % до 3,6 %), ароматичні добавки. Картридж має два отвори: один для виходу пари, інший — для прийому електрики від акумулятора або під'єднання до розпилювача. Існують одноразові картриджі, в якому поміщені бавовноподібні матеріали для утримування в собі розчину для куріння. Картриджі на основі бавовноподібних матеріалів можуть виготовлятись з передбаченою можливістю їх повторної заправки. Бавовно-подібні речовини іноді втрачають свої властивості поглинання рідини від контакту з теплом нагрівача розпилювача, що призводить до необоротного пошкодження їх і він перестає виконувати свою роль. Крім того, у таких вато-подібних конструкціях картриджів ускладнено візуальний контроль за залишком рідини для куріння, що може означати необхідність носити з користувачем запас рідини для куріння. За словами самих користувачів, безваткові картриджі здатні надавати більш широкий спектр смаку на відміну від ваткових. Порожній картридж може бути замінений на новий або повторно заправлений рідиною.

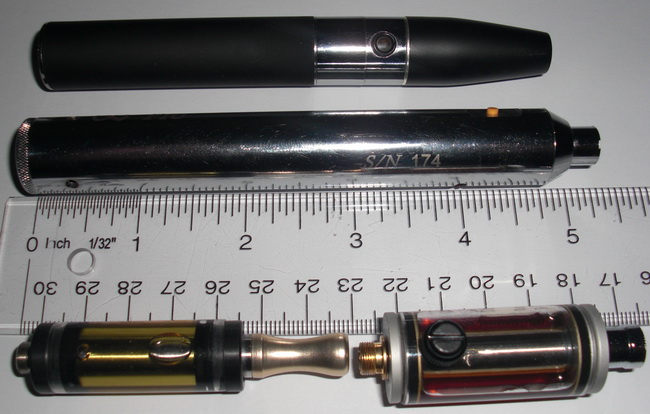
На фото дві моделі електричних сигарет (ємність використовуваних акумуляторів біля 3000 мАг) в розібраному вигляді і два типи картомайзерів до них підвищеної місткості (такзвані «гігантомайзери»)

Більшість електронних сигарет оснащені датчиком потоку повітря — така електронна сигарета може запускатися автоматично при виявленні потоку повітря і буде генерувати пару. Розпилювач з димовими шашками мають граничний термін експлуатації.
Дуже часто випарник з'єднаний з баком-резервуаром в єдиний компонент — він називається «картомайзер» (скорочення від слів «картридж» + «атомайзер»). Такий розпилювач прикріплюється до акумуляторної батареї загвинчуванням і мундштук знаходиться у верхній частині розпилювача.
Деякі моделі дозволяють змінювати лише частину картомайзера, що містить нагрівальний елемент, коли він занадто брудний (щоб не викидувати решту тіла атомайзера). Існує також сім'я так званих «перебудовуваних» (RTA/RDA) атомайзерів, які дозволяють користувачеві налаштовувати власні нагрівальні резистори та гноти і таким чином регулювати такі параметри, як опір нагрівача, поверхня нагрівання, товщина дроту, розташування резистора (вище-нижче) і ін. відповідно до смакових переваг, і кількості генерованого пара. Пристрій керування повітряним потоком також може бути інтегрований в розпилювач. А використовуючи разом з цим електронний модуль, електроніка якого дозволяє регулювати напругу або потужність, прочитати опір нагрівача та рівень заряду акумулятора — змога налаштувати параметри відповідно до власних смакових уподобань стає ще гнучкішою. У новітніх конструкціях також є можливість контролю температури нагрівального елемента. У цьому випадку необхідно використовувати нагрівальні елементи, виготовлені з титану (Ti), нікелю (Ni), сплаву нікель-хром (NiCr) і нержавіючої сталі 316 (SS316). Чим нижче значення опору, тим більше пари можна отримати. Потужність випарника залежить від значення опору нагрівального елемента. Нагрівальний елемент потрібно регулярно замінювати чи очищати.
Випарник вставляє мікроскопічні краплі рідини в повітряний потік шляхом нагрівання рідини. Створюється аерозоль, який вдихає користувач. Кількість нікотину в одному вдиханні залежить від потужності випарника — чим більша потужність, тим більше генерується пари і, відповідно, більше нікотину подається з порцією пари.

### Рідини для електричих сигарет
Рідина для випаровування в більшості випадків являє собою суміш різних добавок: харчова добавка E1520 — пропіленгліколь (PG), харчова добавка E422 — гліцерин (G; рослинний гліцерин позначається символами «VG»), і / або поліетиленгліколь 400 (ПЕГ 400), змішаних з концентрованим або екстрагованими ароматизаторами і, необов'язково, нікотин. Хоча рідинам, що містять PG та/або VG, існують деякі альтернативи: наприклад, пропан-1,3-діол, а іноді і поліетиленгліколь 400 (ПЕГ 400). Рідина доступна з різними концентраціями нікотину на вибір споживачеві. Аромат може бути як тотожний так і відмінний від тютюну, такий як фруктовий. Аромати можуть бути природними або штучними. Можливе використання в складі рідини для куріння і інших складників: антиокислювача, органічних кислот, спиртів, невеликої кількості демінералізованої води і ін.
Склад рідини варіюється в залежності від виробника. Ось один приклад:
- Пропіленгліколь 85 %
- Нікотин 6 %
- Гліцерин 2 %
- Фруктова есенція 2 %
- Органічні кислоти 1 %
- Анти-окислювач 1 %

Пропіленгліколь є дозволеною харчовою добавкою E1520. Він може в надчутливих осіб викликати алергічні реакції на шкірі. Пропіленгліколь використовується в жувальній гумці, кремах, зубній пасті, сигаретах (зволожують тютюн) і численних препаратах. Якщо є алергія на пропіленгліколь, то потрібно використовувати рідини, основу яких складають інші розчинники, наприклад оксидпропанол.
Рідини для електронних сигарет доступні в різних смакових та ароматичних варіантах: тютюн (імітують популярні марки, класичний смак сигарет); фрукти (яблуко, банан, вишня, полуниця, і багато інших); ваніль, карамель, м'ята; що імітують смак напоїв (кава, шоколад, кока-коли, Red Bull, Pinacolada, віскі). Існує багато проміжних варіантів.
Рідини можуть містити різну кількість нікотину. Інформація про концентрацію нікотину в рідині для випарування виноситься друком на пляшку або картридж і має стандартне позначення «мг / мл». Картриджі або рідини поділяються за вмістом нікотину в рідині (але не обмежуються переліченими нижче):
- Без нікотину. 0 мг/мл
- Супер легкі. Від 6 до 11 мг/мл
- Легкі. Від 12 до 16 мг/мл
- Міцні 18. мг/мл
- Дуже міцні. 24 мг/мл

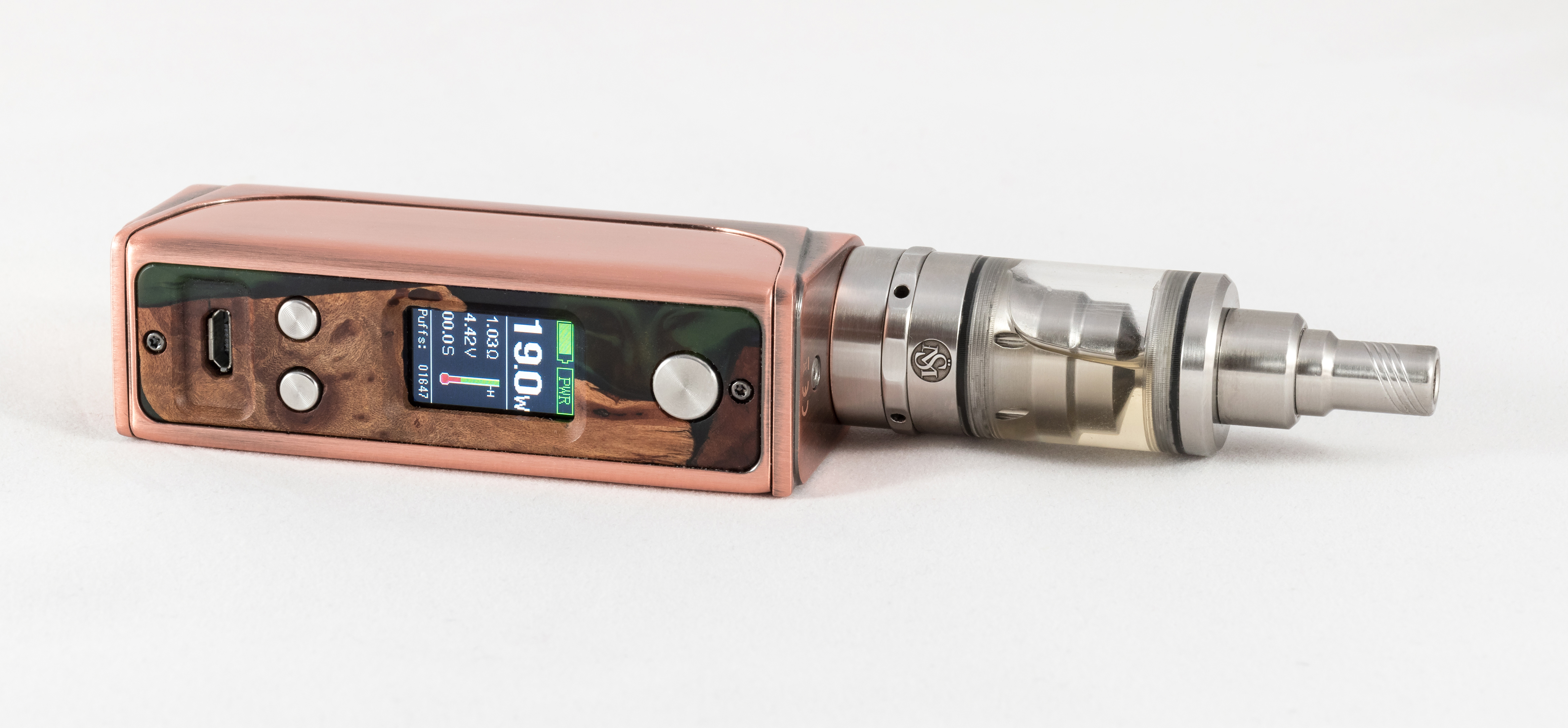
Електронна сигарета (мод) четвертого покоління, тип «коробка» (2017).
Видно, що розпилювач та резервуар (над батареєю з міді) виготовляються одним компонентом з мундштуком зверху (справа).

Починаючи з 2016 року на ринку з'явилися так зване «четверте покоління» електронних сигарет. Цей тип електронної сигарети використовує елемент випаровування з низьким опором, який використовується в комбінації з батареєю, яка може забезпечити високу потужність. У цьому типі електронних сигарет міцність рідини не може перевищувати 3 мг/мл нікотину, адже користувач може використовувати нижчий вміст нікотину швидше, ніж, наприклад, за допомогою першого покоління електронних сигарет. Тому у продажу з'явилися рідини «міцністю» 1 і 3 мг/мл.
Використання електронних сигарет може замінити звичайні сигарети. У залежності від моделі, заповненого контейнера може бути достатньо для 100 і до 600 затягувань.
Нікотин-вмісні рідини для електронних сигарет необхідно зберігати в недоступному для дітей місці. Рідини, що містять нікотин, можуть спричинити серйозне отруєння при проковтненні — особливо вразливі малюки.

### Акумуляторна батарея
Акумулятор зазвичай є найбільшим компонентом електронних сигарет. Вища ємність акумулятора дає змогу триваліше користуватися пристроєм без підзарядок. Більш ємністні батареї мають більший розмір (і вагу), але він і пропонує більше автономії електронній сигареті. Крім того, сильніші акумулятори дають змогу виробляти більшу кількість пари. Загалом ємність використовуваних акумуляторів коливається від 80 міліампер-годин до 1100 мАг та може досягати 3000 мАг. Робота батарей може бути ручною або автоматичною.
Важливою особливістю можна вважати недопустимість повного розряду акумуляторної батареї (АКБ) пристрою. Саме з цієї причини в багатьох електронних сигаретах передбачена система оповіщення користувача про те, що рівень заряду батареї знизився до 30 %, і прийшов час задуматися над тим, як зарядити вейп. Подібна особливість передбачена з двох причин. По-перше, при зниженні рівня заряду АКБ вона більше не може забезпечувати достатню потужність для нормального розігріву випаровувачів, що негативно відбивається на якості самого процесу паріння. По-друге, з точки зору фізики в більшості існуючих сьогодні літій-іонних акумуляторів так званий перерозряд шкідливий, оскільки скорочує термін експлуатації і навіть штатну ємність батареї.

### Обслуговування
Пристрій можна використовувати повторно і, отже, це вимагає технічного обслуговування. Для використання необхідно зарядити акумулятор, а при використанні існує потреба час від часу поповнювати рідиною картридж, або, в залежності від моделі, необхідно замінити картридж з випарником на нові. Хоча обидва компоненти є витратними частинами, проте вони існують у вигляді як одноразових так і ремонтнопридатних конструкцій. Регулярні закупівлі рідини та випарників (або ніхромового дроту та кремнеземної/скловолоконної нитки), чи у випадку одноразових картриджів — картриджі, є одним з основних видів витрат, понесених при використанні електронної сигарети.